# 天野一夫
天野 一夫（あまの かずお、1959年 ‐ ）は、日本のキュレーター。

## 来歴
学習院大学大学院博士前期課程修了。
O美術館学芸員、京都造形芸術大学教授、豊田市美術館学芸員・チーフキュレーターを歴任した。「近代の東アジアイメージ – 日本近代美術はどうアジアを描いてきたか」展で、倫雅美術奨励賞美術史研究部門 (2010年) 等受賞。

## 展示企画
- 「書と絵画との熱き時代」展(O美術館、1992年)
- 「ART IN JAPANESQUE」(O美術館、1993年)
- 「「森」としての絵画 – 「絵」のなかで考える」展(岡崎市美術博物館、2007年)
- 「六本木クロッシング2007：未来への胎動」(森美術館、2007年／荒木夏実、佐藤直樹、椹木野衣との共同企画)
- 「近代の東アジアイメージ – 日本近代美術はどうアジアを描いてきたか」展(豊田市美術館、2009年)
- 「変成態―リアルな現代の物質性」展(gallery　αM、2009～10年)

## 著作
- 『「日本画」 – 内と外のあいだで』（共著）ブリュッケ、1994年
- 『美術史の余白に――工芸・アルス・現代美術』（共著）美学出版、2008年
- 『復刻版　書の美』（監修）国書刊行会、2013年、